# Smokin Out the Window
Smokin Out the Window is een nummer van het Amerikaanse superduo Silk Sonic uit 2021. Het is de derde single van hun debuutalbum An Evening with Silk Sonic.
De regel "Smokin' Out the Window" werd geschreven door Bruno Mars, de ene helft van Silk Sonic, en slaat op een wanhopige man die uit het raam sigaretten rookt om zo te ontsnappen uit zijn stressvolle omstandigheden. Het nummer, dat wordt beschreven vanuit deze man, gaat over de emotionele gevoelens van de man nadat zijn geliefde hem in de steek heeft gelaten. "Smokin Out the Window" werd de derde hit voor Silk Sonic in één jaar tijd. De plaat bereikte de 5e positie in de Amerikaanse Billboard Hot 100. In het Nederlandse taalgebied werd het nummer een bescheidener hitje; met een 32e positie in de Nederlandse Top 40 en een 24e positie in de Vlaamse Ultratop 50.